# José Villafuerte
José Voltaire Villafuerte (Esmeraldas, 7 november 1956) is een voormalig Ecuadoraans profvoetballer, die speelde als middenvelder gedurende zijn carrière.

## Clubcarrière
Villafuerte kwam vrijwel zijn gehele loopbaan uit voor Club Deportivo El Nacional. Hij sloot zijn carrière in 1989 af bij Club Deportivo Filanbanco.

## Interlandcarrière
Villafuerte speelde in totaal 42 interlands (vier doelpunten) voor Ecuador in de periode 1976-1985. Onder leiding van bondscoach Roque Máspoli maakte hij zijn debuut op 20 oktober 1976 in de vriendschappelijke thuiswedstrijd tegen Uruguay (2-2), net als Washington Méndez, Carlos Torres Garcés, Ecuador Figueroa en Wilson Nieves. Hij nam met zijn vaderland onder meer deel aan de strijd om de Copa América 1979.

## Erelijst
Club Deportivo El Nacional
- Campeonato Ecuatoriano

1976, 1977, 1978, 1982, 1983, 1984, 1986
- Topscorer Campeonato Ecuatoriano

1982 (25 goals)